# Piestopleura trichosteresis
Piestopleura trichosteresis är en stekelart som beskrevs av Mikhail Vasilievich Kozlov 1971. Piestopleura trichosteresis ingår i släktet Piestopleura och familjen gallmyggesteklar. Inga underarter finns listade i Catalogue of Life.